# Asa N.º 78 da RAAF
A Asa N.º 78 é uma asa de treino operacional da Real Força Aérea Australiana (RAAF), com quartel-general na Base aérea de Williamtown, Nova Gales do Sul. É composta pelo Esquadrão N.º 76 e o Esquadrão N.º 79, que operam aviões BAE Hawk 127, e pelo Esquadrão N.º 278, uma unidade técnica de treino.  O Esquadrão N.º 79, colocado na Base aérea de Pearce, na Austrália Ocidental, é responsável pela conversão de novos pilotos para aviões a jacto de alta velocidade, enquanto o Esquadrão N.º 76 está colocado em Williamtown e conduz cursos introdutórios em aviões a jacto; ambas as unidades também realizam missões de apoio à Real Marinha Australiana e ao Exército Australiano.